# 辛愿
辛愿（?—?），字敬之，自号女几野人，又号溪南诗老。福昌(今属河南)人。
世代務農。早年读白居易《讽谏集》，一日即可背誦，從此嗜書如命，尤好《春秋》三传和佛经。元好問稱辛愿“作文有纲目不乱，诗律深严，而有自得之趣”。生性放達，即使在貴族的宴會上也是“麻衣草屦、足胫赤露坦然于其间”。

## 延伸阅读
[在维基数据编辑]
 《金史·卷127》，出自脱脱《遼史》